# Vitomir
Vitomir je moško osebno ime.

## Izvor imena
Ime Vitomir je slovansko ime, zloženo iz besed vit v pomenu »gospod, vladar, mogočen« in mir.

## Izpeljanke imena
- moške oblike imena: Vit, Vitan, Vitigoj, Vitijan, Vitja, Vitjan, Vitko, Vito, Vitomil,  Vitodrag, Vitoslav, Vitoš
- ženske oblike imena: Vita, Vitodraga, Vitomila, Vitoslava

## Pogostost imena
Po podatkih Statističnega urada Republike Slovenije je bilo na dan 31. decembra 2007 v Sloveniji 300 oseb z imenom Vitomir.

## Osebni praznik
Vitomir je v koledarju skupaj z imenom Vit, god praznuje 15. junija.

## Znane osebe
- Vitomir Gros, slovenski poslovnež in politik